# Konnor
Ryan Parmeter (Grand Rapids, 6 de fevereiro de 1980) é um lutador de wrestling profissional estadunidense conhecido como Big Kon. Ele faz parte da dupla conhecida como The Awakening com seu parceiro Vik "The Spacelord". Ryan fez parte da quarta temporada do NXT.
Depois de passar quatro anos lutando no circuito independente como Ryan Payne O'Reilly, Parmeter assinou um contrato com a WWE em 2005, e foi designado para o território de desenvolvimento, a Deep South Wrestling (DSW), onde lutou como Rough House O'Reilly. Ele ganhou o DSW Heavyweight Championship duas vezes, antes de ir para a Florida Championship Wrestling (FCW). Ele também apareceu em várias dark matches antes do Raw e SmackDown, e em vários house shows da ECW. Em outubro de 2007, tanto Parmeter e sua namorada, Krissy Vaine, pediram para serem liberados de seus contratos com a WWE, alegando motivos pessoais.
Depois de sua liberação, Parmeter ficou um tempo fora do wrestling, antes de estrear pela NWA Charlotte em fevereiro de 2009. Em julho de 2010, re-assinou com a WWE, e voltou a FCW, onde ele começou a lutar como Conor O'Brian. Em novembro de 2010, ele foi anunciado como participante da quarta temporada do NXT.Ele faz parte da equipe The Ascension junto com viktor.

## Carreira

### Treinamento e início de carreira (2001 – 2005)
Parmeter treinou na School of Hard Knocks no sul da Flórida com Rusty Brooks, e fez sua estreia no wrestling profissional em 2001. Ele passou a competir na promoção de Brooks, a Four Star Championship Wrestling (FSCW) como Ryan Payne O'Reilly, e formou uma tag team com Jeff "J-Dawg" Brooks, conhecidos como "Irish Thug Connection".Juntos, a Irish Thug Connection ganhou o FSCW Tag Team Championship, e passou metade de 2004 rivalizando com Norman Smiley. O'Reilly também competiu pela Coastal Championship Wrestling (CCW), e ganhou o CCW Heavyweight Championship. Ele lutou pela Total Nonstop Action Wrestling nos primeiros shows da promoção.

### World Wrestling Entertainment (2005 – 2008)
Depois de quatro anos no circuito independente, O'Reilly assinou um contrato com a World Wrestling Entertainment (WWE) em 2005. Ele foi designado território de desenvolvimento da WWE, a Deep South Wrestling (DSW) como Rough House O'Reilly, e fez sua estreia no show inaugural da DSW em 1 de setembro, e foi derrotado por Jack Bull .Ao longo dos meses seguintes, ele enfrentou diversos lutadores, incluindo "Big Time" Nick Mitchell, Mike Mizanin, Shawn Schultz, Derrick Neikirk, Eric Pérez e Freakin Deacon. Em dezembro, ele apareceu em uma dark match antes da gravações do SmackDown!.
No início de 2006, O'Reilly tirou uma licença. Após seu retorno, ele e Danny Germundo entraram em um torneio pelo DSW Tag Team Championship, mas foram eliminados pelo Team Elite (Mike Knox e Neikirk) em 11 de maio. Ele defendeu com sucesso o título contra Knox, Neikirk, e Montel Vontavious Porter. Em 7 de setembro, O'Reilly perdeu o cinturão para Bradley Jay. Durante meados de 2006, O'Reilly fez várias aparições em house shows da ECW, em parceria com Neikirk contra The FBI (Little Guido e Tony Mamaluke). Era previsto para que O'Reilly se tornar parte do roster regular da ECW em setembro, mas violou o Programa de Bem-Estar da WWE, e foi suspenso por 30 dias.
Quando ele voltou, ele se tornou o assistente pessoal da gerente geral da DSW Krissy Vaine. Em dezembro, O'Reilly apareceu em um episódio da ECW om Sci Fi como um dos personal enforcers de Paul Heyman juntamente com Doug Basham. Em março de 2007, O'Reilly venceu o DSW Heavyweight Championship pela segunda vez. Ele perdeu o cinturão para Bradley Jay, uma semana depois. O'Reilly e Eric Perez foram programados para enfrentar The Samoans (Afa Jr. e Sonny Siaki) no evento principal do último show da  DSW, mas ele e Perez foram substituídos pelos The Major Brothers. Durante meados de 2007, O'Reilly apareceu em dark matches antes do Raw e Smackdown contra Sylvan Grenier, Chuck Palumbo, Super Crazy, Cody Rhodes e D'Lo Brown. Ele apareceu brevemente na Florida Championship Wrestling (FCW), outro território de desenvolvimento da WWE, onde Lacey Von Erich e Maryse atuaram como sua valet.
Em outubro de 2007, Parmeter e sua namorada Krissy Vaine solicitaram e obtiveram sua liberação da WWE. Eles alegaram problemas de saúde sofridos por membros de ambas as famílias.

### Tempo livre e circuito independente (2007 – 2009)
Em outubro de 2007, Parmeter afirmou que afastado do wrestling. Ele voltou a lutar em fevereiro de 2009, trabalhando para NWA Charlotte. Ele lutou contra Truitt Fields pelo Heavyweight Championship, mas foi derrotado. Após a perda, O'Reilly formou uma aliança com Mikael Judas e Phill Shatter chamada III, que durou até o fechamento da promoção.

### Retorno a World Wrestling Entertainment (2010 - Presente)

#### Florida Championship Wrestling (2010 – Presente)
Parmeter foi assinado novamente com a WWE em 14 de julho de 2010, e foi transferido para o território de desenvolvimento a FCW. Aos de gravações do programa da FCW em 24 de setembro, Parmeter começou a trabalhar sob ring name Conor O'Brian. O'Brian era um membro da The Ascension com Ricardo Rodriguez, Tito Colon, Kenneth Cameron e Raquel Diaz.
Em 28 de agosto de 2011, Ricardo Rodriguez anunciou a formação de uma stable chamada The Ascension, com os membros, incluindo O'Brian, Kenneth Cameron, Tito Colon, e Raquel Diaz. A primeira luta a incluir todos os membros aconteceu em 1 de setembro de 2011, com Cameron, Colon e O'Brian, acompanhado por Diaz, derrotando CJ Parker, Donny Marlow e Johnny Curtis. Em 30 de setembro, Cameron e Colon tiveram a chance de conquistar o FCW Tag Team Championship, mas perderam para os campeões CJ Parker e Donny Marlow. Em outubro, The Ascension deixou de ser associada com Rodriguez.  No final de novembro, The Ascension se desfez porque O'Brian se lesionou, Colon tinha sido chamado para integrar o roster principal da WWE, e Diaz tornou-se Queen of FCW e se distanciou do grupo. Cameron se tornou o único "sobrevivente" da Ascension e ele continuou a usar o personagem que interpretava no grupo, durante suas aparições. Em 15 de março de 2012, Cameron foi acompanhado até o ringue por Conor O'Brian na sua luta contra Byron Saxton, a luta terminou em desqualificação quando O'Brian interferiu. Cameron e O'Brian começaram a lutar como uma dupla com o nome de The Ascension e a sua primeira luta aconteceu em 23 de março, quando os dois derrotaram Jason Jordan e Xavier Woods. The Ascension sofreu sua primeira derrota quando o perderam para Corey Graves e Jake Carter, em uma disputa pelo título de duplas.

#### NXT (2010–2011; 2012 - Presente)
Em 30 de novembro de 2010, durante a season finale da terceira temporada do NXT, foi anunciado que Parmeter, sob o ring name Conor O'Brian, seria um cpmpetidor da quarta temporada, com Alberto Del Rio como seu mentor. Ele fez sua estreia no ringue da NXT na semana seguinte, em parceria com Del Rio para derrotar o novato Derrick Bateman e seu mentor Daniel Bryan. O'Brian venceu seu primeiro desafio no episódio da NXT de 4 de janeiro de 2011, quando ganhou a 'Battle of the Mic Challenge' para ganhar quatro pontos de imunidade. Duas semanas depois, em 18 de janeiro de O'Brian foi o segundo competidor eliminado do NXT. Mais cedo naquela noite, O'Brian lutou contra Ricardo Rodriguez, e foi derrotado.
Em março de 2011, O'Brian foi selecionado como um dos seis ex-competidores do NXT para retornar para a quinta temporada, o NXT Redemption. Durante esta temporada, O'Brian teve como mentor Vladimir Kozlov. Mais tarde ele foi eliminado da competição no episódio do NXT em 28 de junho de 2011.
Em junho de 2012, Cameron e O'Brian (como The Ascension) estrearam no primeiro episódio da sexta temporada da WWE NXT gravado na Full Sail University, onde derrotaram Mike Dalton e CJ Parker.

## Vida pessoal
Parmeter começou a namorar Kristin Eubanks em 2006. Em uma entrevista em outubro de 2007, Parmeter anunciou que os dois estavam noivos.

## No wrestling
- Movimentos de finalização
  - Gutwrench facebuster
    - Stockade (headscissor ambar)
      - Roof Top Drop[1] (Full nelson slam)
- Movimentos secundários
  - Body avalanch
  - Russian legsweep[1]
  - Body block
    - Com Viktor
      - Fall of Man (combinação de um legsweep de Konnor e flying european uppercut de Viktor)
        - Com Kenneth Cameron
          - Downcast (Jawbreaker de Cameron seguido de um flapjack de O'Brian)[28]
- Alcunhas
  - "Rough House" O'Reilly[1]
  - "Irish" Ryan O'Reilly[1]
- Temas de entrada
  - ''Rebellion'' por CFO$ (NXT;2014 - presente;usado enquanto parte da The Ascension)
    - ''Anchor (instrumental)'' por That Noise (NXT;2013)
      - "Let Battle Commence" por Daniel Nielsen (NXT; 2013 - Usado enquanto parte da The Ascension)

## Títulos e premio
- Coastal Championship Wrestling
  - CCW Heavyweight Championship (1 vez)[4]
  - CCW Tag Team Championship (1 vez) – com Sean Allen[1]
- Deep South Wrestling
  - Deep South Heavyweight Championship (1 vez)[7]
- Four Star Championship Wrestling
  - FSCW Heavyweight Championship (1 vez)[4]
  - FSCW Tag Team Championship (1 vez) – com Jeff "J-Dawg" Brooks[1]
- Georgia Championship Wrestling
  - GCW Heavyweight Championship (1 vez)[1]
- Kings of Pro Wrestling
  - KPW Heavyweight Championship (2 vez)[1]
- Maximum Pro Wrestling
  - MPW Television Championship (1 vez)[1]
- NWA Sunray Pro Wrestling
  - NWA Sunray Heavyweight Championship (1 vez)[1]
- Pro Wrestling Illustrated
  -     - PWI o colocou na #244ª' posição dos 500 melhores lutadores individuais em 2011.[29]